# Isla Mormon
La Isla Mormon (en inglés: Mormon Island)  es el nombre que recibe una isla en el río Colorado, en el sur de Estados Unidos cerca Hardyville, en el Condado de Mohave, Arizona, que en 1879, desapareció por la acción del mismo río.
La Isla Mormon se utilizó para montar y poner en marcha una goleta de la Compañía Minera del sudoeste, en 1879. Debido a que los vapores no pudieron llegar a río Virgin durante los meses bajos de agua, las barcazas habían estado navegado por el río desde Hardyville desde la década de 1860.